# Igła (system zbliżania)
Igła (ros. Игла) – radiowy system zbliżania używany przez ZSRR w pierwszych pojazdach kosmicznych Sojuz, TKS (prawdopodobnie) i Progress w celu automatycznego cumowania do stacji kosmicznych programu Salut. Prototypy systemu powstały już w 1965. Pierwsze użycie Igły odbyło się podczas bezzałogowych testów pojazdów Sojuz. System używany był w latach 1967-1986.

## Awarie
- 24 sierpnia 1974: awaria systemu Igła w pojeździe Sojuz 15 uniemożliwiająca połączenie ze stacją Salut 3. Misję przerwano z powodu braku systemu ręcznego zbliżania.
- Ulepszona wersja Igły zainstalowana w stacji Salut 5 wystrzelonej w 1976 roku sprawiała problemy. Pojazd Sojuz 21 po niemożności automatycznego cumowania połączył się ze stacją ręcznie. Sojuz 23 podczas autodokowania wyczerpał zapas paliwa i musiał przedwcześnie wracać na Ziemię.

## Ostatnie lata
Ostatnią stacją wyposażoną w system Igła była stacja Mir, wyposażona również w system Kurs. Ostatnim pojazdem załogowym używającym Igły był Sojuz T-15. Od lat 90. Igła została całkowicie wyparta przez system Kurs.